# Andrees
Andrees is een historisch Duits merk van motorfietsen.
De bedrijfsnaam was: H.W. Andrees, Automobil und Motoren-Industrie, Düsseldorf.
Andrees begon met de productie van motorfietsen in 1923, toen honderden kleine producenten in Duitsland hetzelfde deden. Deze hausse zorgde er ook voor dat de concurrentie enorm werd. De meeste van deze nieuwe merken richtten zich op goedkope, lichte motorfietsen met inbouwmotoren van andere fabrikanten. Meestal waren dit goedkope tweetaktmotoren. In 1925 verdwenen 150 van deze merken weer net zo snel als ze gekomen waren, maar Andrees wist te overleven. Waarschijnlijk kwam dat juist omdat Andrees veel duurdere, Britse viertaktmotoren inbouwde. Men kocht de oliegekoelde 346cc-Bradshaw eencilinders en boxermotoren en vanaf 1925 kwamen er ook 347- en 497cc-modellen met Blackburne- en MAG-motoren op de markt.
In 1928 bouwde Andrees een nieuwe fabriek in Arnsberg waar hij tweetaktmotoren en complete motorfietsen wilde gaan bouwen. De beurskrach in 1929 stak een spaak in het wiel.